# Ibrahim-al-Ibrahim-moskee
De Ibrahim-al-Ibrahim-moskee, ook bekend als de King Fahd bin Abdulaziz al-Saud-moskee of de moskee van de bewaarder van de twee heilige moskeeën, is een moskee op Europa Point in het Britse overzeese gebied Gibraltar.

## Bouw
Het gebouw was een geschenk van de Saoedi-Arabische koning Fahd bin Abdoel Aziz al-Saoed. De bouw nam twee jaar in beslag en kostte ongeveer 5 miljoen pond. Het gebouw werd officieel ingehuldigd op 8 augustus 1997.

## Complex
Het moskeecomplex bevat ook een school, een bibliotheek en een collegezaal. Het is de enige moskee in Gibraltar in een bouwwerk dat als moskee is ontworpen. Het is de grootste moskee van Gibraltar en bedient de circa 1.000 moslims die ongeveer 4% van de totale bevolking uitmaken.